# Atelopus certus
Atelopus certus är en groddjursart som beskrevs av Barbour 1923. Atelopus certus ingår i släktet Atelopus och familjen paddor. IUCN kategoriserar arten globalt som starkt hotad. Inga underarter finns listade.
Denna padda är bara känd från Panama där den vistas i kulliga områden och låga bergstrakter upp till 1150 meter över havet. Habitatet utgörs av tropiska skogar. Arten lägger sina ägg i bergsbäckar.

## Bildgalleri

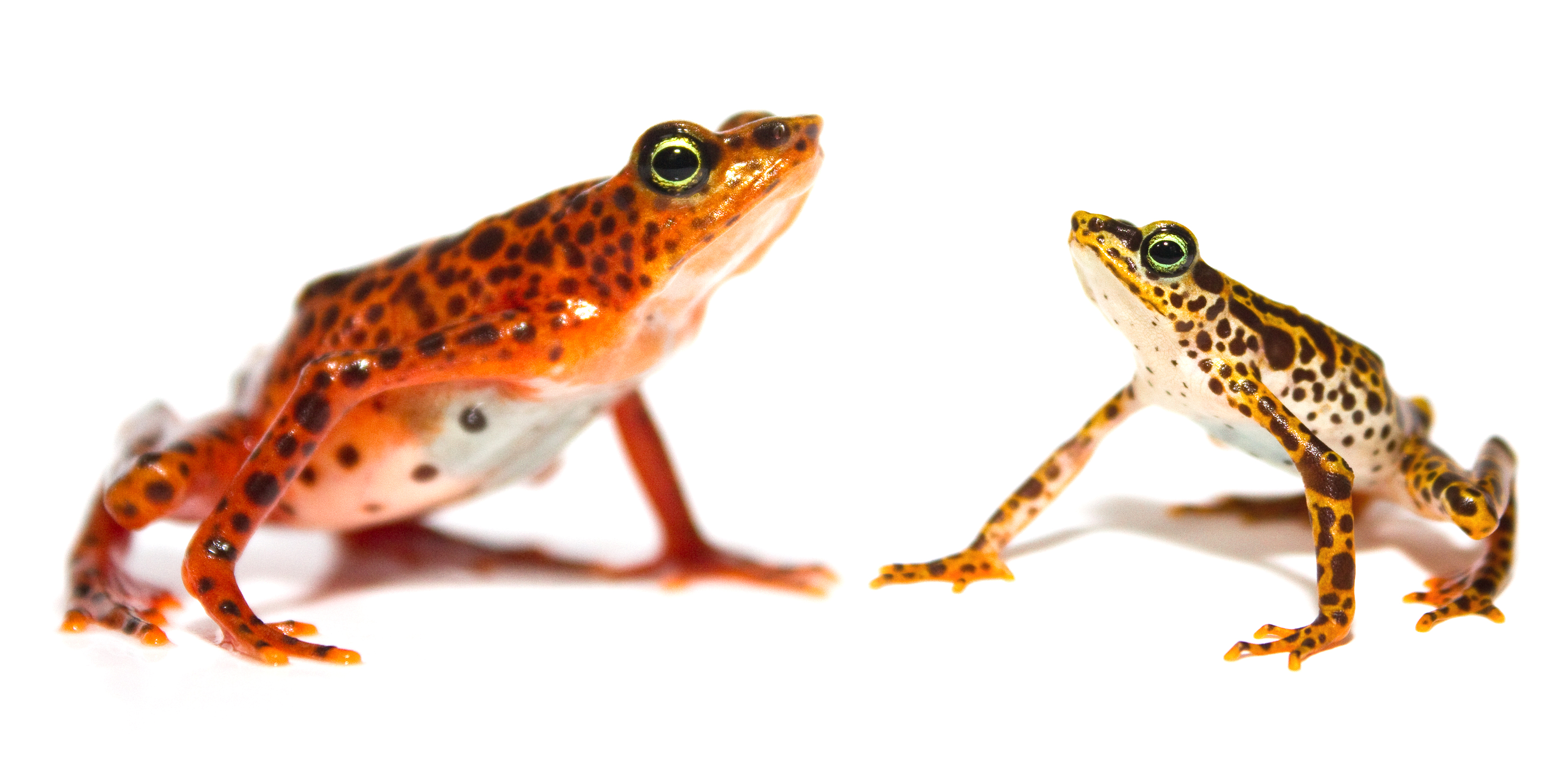